# Emanuel Aguilera
Víctor Emanuel Aguilera (Guaymallén, Mendoza, Argentina; 11 de junio de 1989) es un futbolista argentino. Juega como defensor central y actualmente se encuentra en el Club Social y Deportivo Defensa y Justicia de la Primera División de Argentina.

## Trayectoria
Comenzó jugando en categorías infantiles con el Club El Sauce de Rodeo de la Cruz y después pasó a las inferiores del Club Murialdo de Mendoza. Finalmente, con 18 años de edad, arrancó su carrera en el Deportivo Guaymallén del Torneo Argentino B.
En junio de 2010, en medio de una polémica, fichó por el Godoy Cruz de la Primera División de Argentina. De esa forma, el 25 de febrero de 2011, en un partido contra Olimpo que finalizó con empate de 3 a 3, realizó su debut en la máxima categoría del fútbol argentino. El 19 de abril de 2012, vistiendo los colores del club Bodeguero, debutó en un partido internacional durante la derrota de 4 a 2 contra Peñarol por la Copa Libertadores.
El 11 de julio de 2012, ante las pocas chances de juego recibidas con Godoy Cruz, fichó a préstamo por el Defensa y Justicia, que en aquel entonces disputaba la Primera B Nacional. En el cuadro de Florencio Varela se convirtió en referente, disputó 58 juegos y convirtió 5 anotaciones. Además, una vez concluida la Temporada 2013-14, consiguió el ascenso a la Primera División. 
Tras haber obtenido ese logro, el 30 de junio de 2014 retornó al Godoy Cruz. Finalmente disputó solo cuatro juegos, siendo el último la derrota de 3 a 2 contra Boca Juniors. 
El 24 de octubre de ese año se anunció su traspaso a Independiente, club que adquirió el 50% de su pase por 300.000 dólares. Debutó con el cuadro Rojo el 13 de noviembre en el empate de visita por 1 a 1 contra Arsenal de Sarandí. El 7 de junio de 2015, en un juego contra Rosario Central que finalizó empatado 1 a 1, marcó su primer y único gol con el cuadro de Avellaneda.
El 15 de junio de 2016 es traspasado al Club Tijuana de la Primera División de México, a cambio de USD 2.000.000 y la adquisición del 100% de su pase. Debutó en el fútbol mexicano el 15 de julio en la victoria de Tijuana por 2 a 0 sobre Monarcas Morelia.
El 13 de diciembre de 2017 se anunció su transferencia al Club América.[actualizar]

## Estadísticas

### Clubes
Actualizado al último partido jugado el 2 de octubre de 2022.
| C. S. D. Guaymallén Argentina         |               |               |           |    |    |   |    |           |           |    |
| 4ª                                    | 2007-08       | Sin datos     | Sin datos | —  | —  | — | —  | Sin datos | Sin datos |    |
| 4ª                                    | 2008-09       | Sin datos     | Sin datos | —  | —  | — | —  | Sin datos | Sin datos |    |
| 4ª                                    | 2009-10       | Sin datos     | Sin datos | —  | —  | — | —  | Sin datos | Sin datos |    |
| Total club                            | Total club    | 70            | 4         | 0  | 0  | 0 | 0  | 70        | 4         |    |
| C. D. Godoy Cruz Argentina            |               |               |           |    |    |   |    |           |           |    |
| 1ª                                    | 2010-11       | 3             | 0         | —  | —  | 0 | 0  | 3         | 0         |    |
| 1ª                                    | 2011-12       | 3             | 0         | 1  | 0  | 1 | 0  | 5         | 0         |    |
| 1ª                                    | 2014          | 4             | 0         | —  | —  | 0 | 0  | 4         | 0         |    |
| Total club                            | Total club    | 10            | 0         | 1  | 0  | 1 | 0  | 12        | 0         |    |
| C. S. D. Defensa y Justicia Argentina | 2ª            | 2012-13       | 17        | 0  | 1  | 0 | —  | —         | 18        | 0  |
| C. S. D. Defensa y Justicia Argentina | 2ª            | 2013-14       | 40        | 5  | 0  | 0 | —  | —         | 40        | 5  |
| C. S. D. Defensa y Justicia Argentina | Total club    | Total club    | 57        | 5  | 1  | 0 | 0  | 0         | 58        | 5  |
| C. A. Independiente Argentina         |               |               |           |    |    |   |    |           |           |    |
| 1ª                                    | 2014          | 5             | 0         | —  | —  | — | —  | 5         | 0         |    |
| 1ª                                    | 2015          | 14            | 1         | 1  | 0  | 0 | 0  | 15        | 1         |    |
| 1ª                                    | 2016          | 3             | 0         | 1  | 0  | — | —  | 4         | 0         |    |
| Total club                            | Total club    | 22            | 1         | 2  | 0  | 0 | 0  | 24        | 1         |    |
| C. Tijuana · México                   | 1ª            | 2016-17       | 26        | 0  | 2  | 0 | —  | —         | 28        | 0  |
| C. Tijuana · México                   | 1ª            | 2017          | 13        | 0  | 2  | 0 | —  | —         | 15        | 0  |
| C. Tijuana · México                   | Total club    | Total club    | 39        | 0  | 4  | 0 | 0  | 0         | 43        | 0  |
| C. América · México                   | 1ª            | 2018          | 17        | 0  | —  | — | 3  | 0         | 20        | 0  |
| C. América · México                   | 1ª            | 2018-19       | 37        | 7  | 10 | 5 | —  | —         | 47        | 12 |
| C. América · México                   | 1ª            | 2019-20       | 33        | 2  | 1  | 0 | 3  | 1         | 37        | 3  |
| C. América · México                   | 1ª            | 2020-21       | 28        | 7  | —  | — | 1  | 0         | 29        | 7  |
| C. América · México                   | 1ª            | 2021          | 13        | 2  | —  | — | 2  | 1         | 15        | 3  |
| C. América · México                   | Total club    | Total club    | 128       | 18 | 11 | 5 | 9  | 2         | 148       | 25 |
| Atlas F. C. · México                  | 1ª            | 2022          | 13        | 0  | —  | — | —  | —         | 13        | 0  |
| Atlas F. C. · México                  | 1ª            | 2022-23       | 15        | 0  | —  | — | —  | —         | 15        | 0  |
| Atlas F. C. · México                  | Total club    | Total club    | 28        | 0  | 0  | 0 | 0  | 0         | 28        | 0  |
| Total carrera                         | Total carrera | Total carrera | 354       | 28 | 19 | 5 | 10 | 2         | 383       | 35 |
| 1. 2. 3.                              |               |               |           |    |    |   |    |           |           |    |

## Palmarés

### Títulos nacionales
| Título               | Club              | País   | Año  |
| -------------------- | ----------------- | ------ | ---- |
| Primera División     | C. América        | México | 2018 |
| Copa México          | C. América        | México | 2019 |
| Campeón de Campeones | C. América        | México | 2019 |
| Primera División     | Atlas Futbol Club | México | 2022 |
| Campeón de Campeones | Atlas Futbol Club | México | 2022 |